# InuYasha: Sengoku O'Togi Kassen
InuYasha: A Feudal Fairy Tale (犬夜叉 戦国お伽合戦 Inuyasha: Sengoku Otogi Kassen) là một trò chơi tấn công 2D trên hệ máy PlayStation dựa vào bộ truyện tranh và loạt phim hoạt hình InuYasha.

## Nhân vật
- InuYasha
- Kagome Higurashi
- Miroku
- Sango
- Shippo
- Naraku
- Sesshomaru
- Kagura
- Koga
- Totosai
- Demon InuYasha
- Kikyo